# Befristete Transaktion
Befristete Transaktion (englisch reverse transaction) ist im Bankwesen eine Bezeichnung für Geschäfte, mit denen das Eurosystem im Rahmen des Offenmarktgeschäfts den Geschäftsbanken für einen kurzen Zeitraum Zentralbankgeld zur Verfügung stellt.

## Arten
Wichtigste Form ist auf dem Geldmarkt das Pensionsgeschäft mit Rückkaufvereinbarung, bei dem die Geschäftsbanken eigene Effekten mit Notenbankfähigkeit an die EZB veräußern und dafür Bargeld erhalten. Sie verpflichten sich gleichzeitig, zu einem festgelegten Zeitpunkt die Wertpapiere wieder zurückzuerwerben. Beim Rückerwerb müssen die Geschäftsbanken die erhaltenen Gelder wieder mit Zinsen zurückzuzahlen. Umgekehrt kann das Eurosystem auch eigene Wertpapiere an die Geschäftsbanken zeitlich befristet veräußern und wieder zurückkaufen.
Eine weitere Form ist der Lombardkredit, bei dem die Geschäftsbanken weiterhin Eigentümer der Wertpapiere bleiben und diese an die EZB verpfänden. Auch die Spitzenrefinanzierungsfazilität gehört zu den befristeten Transaktionen. Weitere Art ist auf dem Devisenmarkt der Devisenswap, bei dem es am Ende der Laufzeit zum Rückkauf der Devisen kommt.

## Laufzeiten
Allgemein können die Laufzeiten sechs Monate betragen, im Rahmen der befristeten Transaktion werden bei der Spitzenrefinanzierungsfazilität maximal drei Monate Laufzeit vereinbart.